# Vaudes
Vaudes es una comuna francesa situada en el departamento de Aube, en la región de Gran Este.

## Demografía
| 341 | 353 | 459 | 670 | 626 | 543 | 722 |
| Para los censos de 1962 a 1999 la población legal corresponde a la población sin duplicidades (Fuente: INSEE [Consultar]) |     |     |     |     |     |     |